# Costanza d'Aragona (regina 1343)
Costanza d'Aragona e Navarra (Gonstanza in aragonese; Constança, in  catalano; Custanza in siciliano; Poblet, 1343 – Catania, 18 luglio 1363) fu principessa d'Aragona e regina consorte del Regno di Trinacria dal 1361 al 1363.

## Origini familiari[2][3][4]
Figlia primogenita del re di Aragona, di Valencia, di Maiorca, di Sardegna e di Corsica e Conte di Barcellona e delle altre contee catalane Pietro IV il Cerimonioso, e della sua prima moglie, Maria di Navarra.

## Biografia

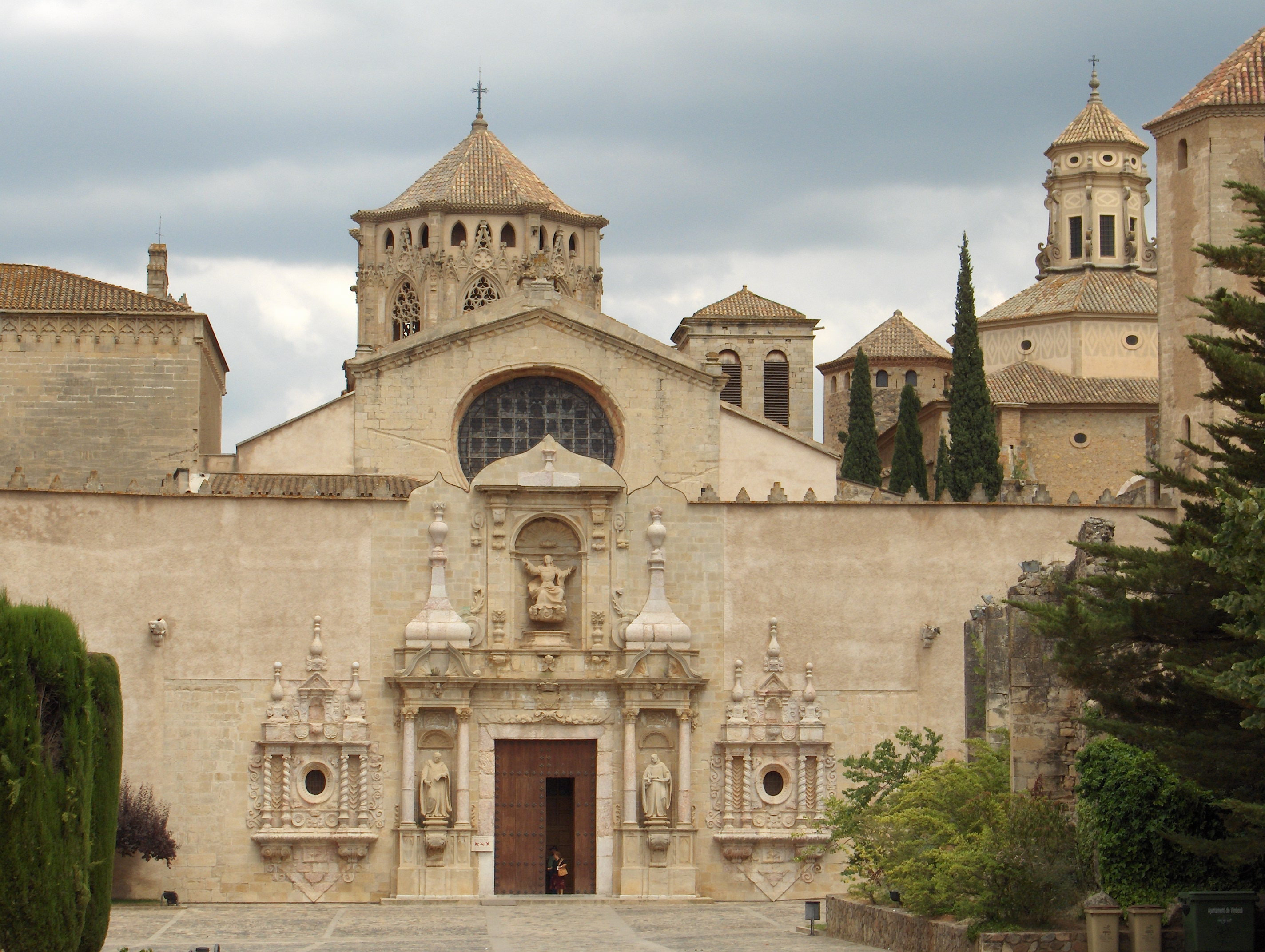
Monastero di Santa Maria di Poblet.

Nel 1347, l'anno in cui rimase orfana di madre, Costanza, dato che l'unico fratello maschio, Pietro, era morto dopo poche ore di vita, fu proclamata erede al trono dal padre Pietro IV; tale nomina però non fu gradita dalla nobiltà e si ebbero delle sommosse, soprattutto nel regno di Aragona, che Pietro dovette soffocare.
Nel 1350, Costanza non fu più l'erede al trono, essendo nato, in dicembre, il suo fratellastro Giovanni, che poi, alla morte di Pietro IV, salì al trono col nome di Giovanni I il Cacciatore.
Nel 1351, Costanza, l'8 febbraio, a Perpignano, fu fidanzata con il futuro conte d'Angiò, Luigi (1339-1384), figlio secondogenito del re di Francia Giovanni II, detto il Buono, e della di lui moglie Bona di Lussemburgo, sorella dell'imperatore Carlo IV del Sacro Romano Impero.
Nel 1356, nacque un secondo fratellastro, Martino, che poi, alla morte di Giovanni I il Cacciatore, salirà al trono, col nome di Martino I il Vecchio o l'Umanista.
Nel 1361, il 15 aprile, a Catania, Costanza sposò il Re di Trinacria Federico IV il Semplice (1341-1377), figlio di Pietro II di Sicilia e di Elisabetta di Carinzia.
Costanza visse nel Castello Maniace di Siracusa, e morì, a Catania, il 18 luglio del 1363, in seguito al parto dell'unica figlia, Maria. Venne sepolta nella Cattedrale di Catania. Il suo sarcofago è collocato nella cappella dell'Adorazione.

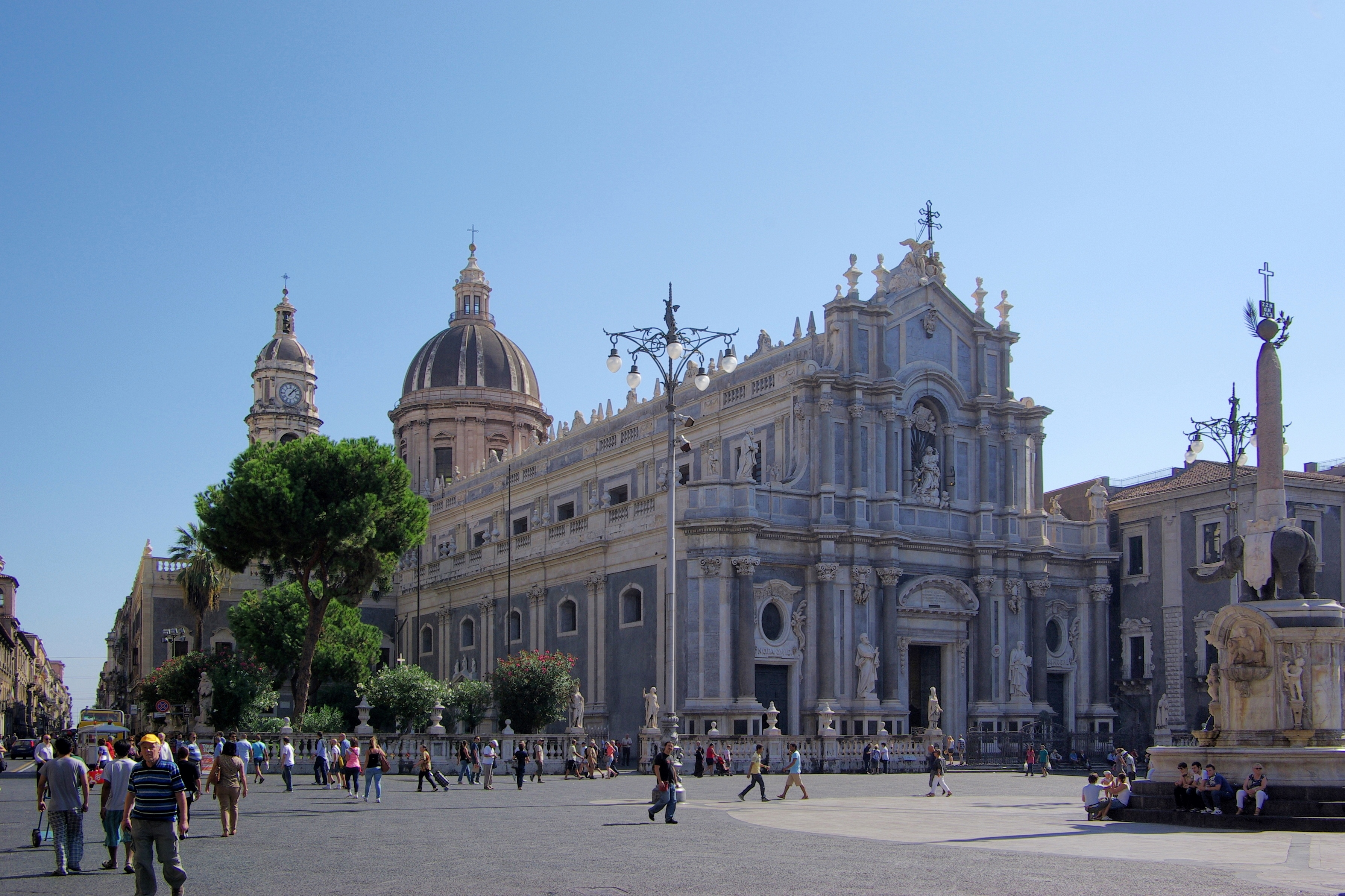
Catania, Cattedrale di Sant'Agata

## Figli[8][9][10]
Dall'unione di Costanza e Federico nacque una figlia:
- Maria (1363-1401), futura regina di Trinacria, sposata - dopo un rapimento - con Martino il Giovane.

## Ascendenza
|                        |                |                        | Genitori                   |  |  | Nonni |  |  | Bisnonni             |  |  | Trisnonni            |  |
|                        |                |                        |                            |  |  |       |  |  | Giacomo II d'Aragona |  |  | Pietro III d'Aragona |  |
|                        |                |                        |                            |  |  |       |  |  | Giacomo II d'Aragona |  |  | Pietro III d'Aragona |  |
|                        |                | Costanza di Sicilia    |                            |  |  |       |  |  | Giacomo II d'Aragona |  |  |                      |  |
| Alfonso IV di Aragona  |                |                        |                            |  |  |       |  |  | Giacomo II d'Aragona |  |  |                      |  |
|                        |                | Bianca di Napoli       | Carlo II d'Angiò           |  |  |       |  |  |                      |  |  |                      |  |
|                        |                | Bianca di Napoli       | Carlo II d'Angiò           |  |  |       |  |  |                      |  |  |                      |  |
|                        |                | Bianca di Napoli       | Maria Arpad d'Ungheria     |  |  |       |  |  |                      |  |  |                      |  |
| Pietro IV di Aragona   |                | Bianca di Napoli       |                            |  |  |       |  |  |                      |  |  |                      |  |
|                        |                | Gombaldo di Entenza    | …                          |  |  |       |  |  |                      |  |  |                      |  |
|                        |                | Gombaldo di Entenza    | …                          |  |  |       |  |  |                      |  |  |                      |  |
|                        |                | Gombaldo di Entenza    | …                          |  |  |       |  |  |                      |  |  |                      |  |
| Teresa di Entenza      |                | Gombaldo di Entenza    |                            |  |  |       |  |  |                      |  |  |                      |  |
|                        |                | Costanza di Antillón   | Sancho di Antillón         |  |  |       |  |  |                      |  |  |                      |  |
|                        |                | Costanza di Antillón   | Sancho di Antillón         |  |  |       |  |  |                      |  |  |                      |  |
|                        |                | Costanza di Antillón   | Eleonora di Cabrera-Urgell |  |  |       |  |  |                      |  |  |                      |  |
| Costanza d'Aragona     |                | Costanza di Antillón   |                            |  |  |       |  |  |                      |  |  |                      |  |
|                        | Luigi d'Évreux | Filippo III di Francia |                            |  |  |       |  |  |                      |  |  |                      |  |
|                        | Luigi d'Évreux | Filippo III di Francia |                            |  |  |       |  |  |                      |  |  |                      |  |
|                        | Luigi d'Évreux | Maria di Brabante      |                            |  |  |       |  |  |                      |  |  |                      |  |
| Filippo III di Navarra | Luigi d'Évreux |                        |                            |  |  |       |  |  |                      |  |  |                      |  |
|                        |                | Margherita d'Artois    | Filippo d'Artois           |  |  |       |  |  |                      |  |  |                      |  |
|                        |                | Margherita d'Artois    | Filippo d'Artois           |  |  |       |  |  |                      |  |  |                      |  |
|                        |                | Margherita d'Artois    | Bianca di Bretagna         |  |  |       |  |  |                      |  |  |                      |  |
| Maria di Navarra       |                | Margherita d'Artois    |                            |  |  |       |  |  |                      |  |  |                      |  |
|                        |                | Luigi X di Francia     | Filippo IV di Francia      |  |  |       |  |  |                      |  |  |                      |  |
|                        |                | Luigi X di Francia     | Filippo IV di Francia      |  |  |       |  |  |                      |  |  |                      |  |
|                        |                | Luigi X di Francia     | Giovanna I di Navarra      |  |  |       |  |  |                      |  |  |                      |  |
| Giovanna II di Navarra |                | Luigi X di Francia     |                            |  |  |       |  |  |                      |  |  |                      |  |
|                        |                | Margherita di Borgogna | Roberto II di Borgogna     |  |  |       |  |  |                      |  |  |                      |  |
|                        |                | Margherita di Borgogna | Roberto II di Borgogna     |  |  |       |  |  |                      |  |  |                      |  |
|                        |                | Margherita di Borgogna | Agnese di Francia          |  |  |       |  |  |                      |  |  |                      |  |
|                        |                | Margherita di Borgogna |                            |  |  |       |  |  |                      |  |  |                      |  |